# 星野知子
星野 知子（ほしの ともこ、本名：星野 路子、1957年〈昭和32年〉10月3日 - ）は、女優、エッセイスト、司会者、ニュースキャスター。新潟県長岡市出身。新潟県立長岡高等学校、法政大学社会学部卒業。身長170cm。

## 来歴・人物
大学では環境問題をテーマとする金山行孝ゼミに所属していた。
1980年、『なっちゃんの写真館』のヒロイン役でデビュー。芸名はこのヒロイン役発表の前日に決定。芸名決定に際しては『なっちゃん』のプロデューサーらと共に高島易断を訪れ、星野という姓に合う11の候補の中から最終的に「知子」と「尚子」に絞り、尚子は星野自身の親友の中にこの名前の人がいるので紛らわしいということで知子を選んで決まった。
1981年から1985年にかけては『サザエさん』でサザエ役を演じた。
『幻の湖』（1982年）で映画デビューを果たす。
1987年10月から1989年9月にはテレビ朝日（ANN）系列のニュース番組『ニュースシャトル』でキャスターを務め、特に1989年4月から半年間は星野と同郷の高井正憲（出演当時テレビ朝日アナウンサー）と共演した。現在はドラマ、紀行番組出演の他、エッセイストとしても活躍中。
2008年5月12日に朝日新聞の記者（4歳年下）と入籍。2009年に神奈川県鎌倉市に新居を構えた。

## 主な出演

### テレビドラマ
- 連続テレビ小説（NHK総合）
  - 「なっちゃんの写真館」（1980年） - 西城夏子 役
  - 「ウェルかめ[3]」（2009年9月28日 - 2010年3月27日）
- サザエさん（フジテレビ、1981年 - 1985年） - フグ田サザエ 役
- 花嫁の父（よみうりテレビ、1981年） - 輪田春江 役
- おやじの台所（日本テレビ、1981年） - 徳大寺二美 役
- 女かじき特急便（日本テレビ、1982年）
- 銀河テレビ小説（NHK総合）
  - 北航路（1982年10月）- 江藤国子 役
  - 幸福戦争（1984年10月）- 大里秋子 役
- いつもお陽さま家族（TBS、1982年-1983年） - 竹脇美也子 役
- 大奥 第18話「女の髪は象をもつなぐ」・第19話「姑は猫三匹」（関西テレビ、1983年） - お伝 役
- 松本清張のゼロの焦点（TBS、1983年） - 鵜原禎子 役
- 赤かぶ検事奮戦記IV（朝日放送、1985年）- 柊葉子弁護士 役
- 現代怪奇サスペンス「狙われたジョギング」（関西テレビ、1986年）
- 誇りの報酬 第13話「刑事だって美女に弱い」（日本テレビ、1986年）
- 年上でもいいじゃない（TBS、1993年）
- レガッタ～国際金融戦争（NHK総合、1999年11-12月）
- 幻のペンフレンド2001（NHK総合、2001年1月 - 3月）- 渡辺悦子 役
- エラいところに嫁いでしまった!（テレビ朝日、2007年） - 槇村友子 役
- 親父の一番長い日（フジテレビ、2009年6月19日） - 平賀幸江 役

### 映画
- 幻の湖（東宝映画、1982年） - みつ 役
- やがて...春（にっかつ児童映画、1986年） - 山中先生 役
- 落陽（にっかつ=東映、1992年） - 山見三枝子 役
- 失楽園（東映、1997年） - 久木文枝 役
- 僕達急行 A列車で行こう（東映、2012年） - 日向いなほ 役

### 報道・ドキュメンタリー
| 期間                       | 期間                       | 番組名                                                                                        | 役職                       |
| -------------------------- | -------------------------- | --------------------------------------------------------------------------------------------- | -------------------------- |
| 1987年10月                 | 1989年9月                  | ニュースシャトル（テレビ朝日）                                                                | メインキャスター           |
| 1990年5月                  | 1990年5月                  | ネイチャリングスペシャル（テレビ朝日）                                                        | 『欲望の大河アマゾン』主演 |
| 1990年8月                  | 1990年8月                  | BSサマースペシャル（NHK BS2）                                                                 | 司会                       |
| 1991年1月1日・1992年1月5日 | 1991年1月1日・1992年1月5日 | 関口宏のサンデーモーニング新春スペシャル（TBS）                                               | ゲスト出演                 |
| 1996年10月                 | 1997年9月                  | 世界謎紀行・神々のいたずら（TBS）                                                             | レギュラー司会             |
| 1999年                     | 2001年                     | 世界とてもクラフト（NHK BS2）                                                                 | （不明）                   |
| 2000年4月                  | 2000年12月                 | 20世紀日本の経済人（テレビ東京）                                                              | 案内役                     |
| 2001年4月                  | 2004年3月                  | 週刊ブックレビュー（NHK BS2）                                                                 | 司会                       |
| 2015年8月11日              | 2015年8月11日              | BS1スペシャル『武士の娘 鉞子とフローレンス〜奇跡のベストセラーを生んだ日米の絆〜』（NHK BS1） | 案内役                     |

### 音楽番組
- ミュージックフェア（フジテレビ、1982年1月 - 1988年3月） - 総合司会
- 日本歌謡大賞（TBSを除く民放各局、1980年 - 1982年、1984年 - 1987年〈女性総合司会では最多〉）
- 第13回思い出のメロディー（NHK総合・ラジオ第1、1981年）- 司会

### バラエティ番組
- ワールドクイズ ザ・びっくり地球人!（日本テレビ、1987年） - 総合司会
- なるほど!ザ・ワールド（フジテレビ）
- 料理バンザイ!（テレビ朝日、1983年4月 - 1984年 2月） - 2代目アシスタント

他多数

### CM
- 花王 リーゼ、ザブ、モア
- 協和キリン（旧:協和発酵）「サントネージュワイン」※現在はアサヒビールから販売。
- ナショナル
- 三菱・エテルナ（「なっちゃんの写真館」放送のころにCMキャラクターに起用され「なっちゃんのエテルナ」というキャッチフレーズを付けていた[4]）

## 著書
- 『濁流に乗って 欲望の大河アマゾン ネイチァリングスペシャル』全国朝日放送 1990
- 『トイレのない旅 住めば都=辺境の地を行く』講談社 1994 のち文庫
- 『デンデン虫がふりむけば』集英社 1997　『デンデンむしむし晴れ女』講談社文庫
- 『子連れババ連れ花のパリ』講談社 1998　のち文庫
- 『旅の写心館 星野知子のフォト&エッセイ』写真・文 講談社 2000
- 『フェルメールとオランダの旅』小学館 2000
- 『食べるが勝ち!』講談社 2002　のち文庫
- 『パリと七つの美術館 カラー版』集英社新書 2002
- 『ふる里へ』黒井健絵 小学館 2006
- 『フェルメール夢想空想美術館』平凡社 2012
- 『今を生きる『武士の娘』 鉞子へのファンレター』編著 講談社 2015